# Adobo mexicano

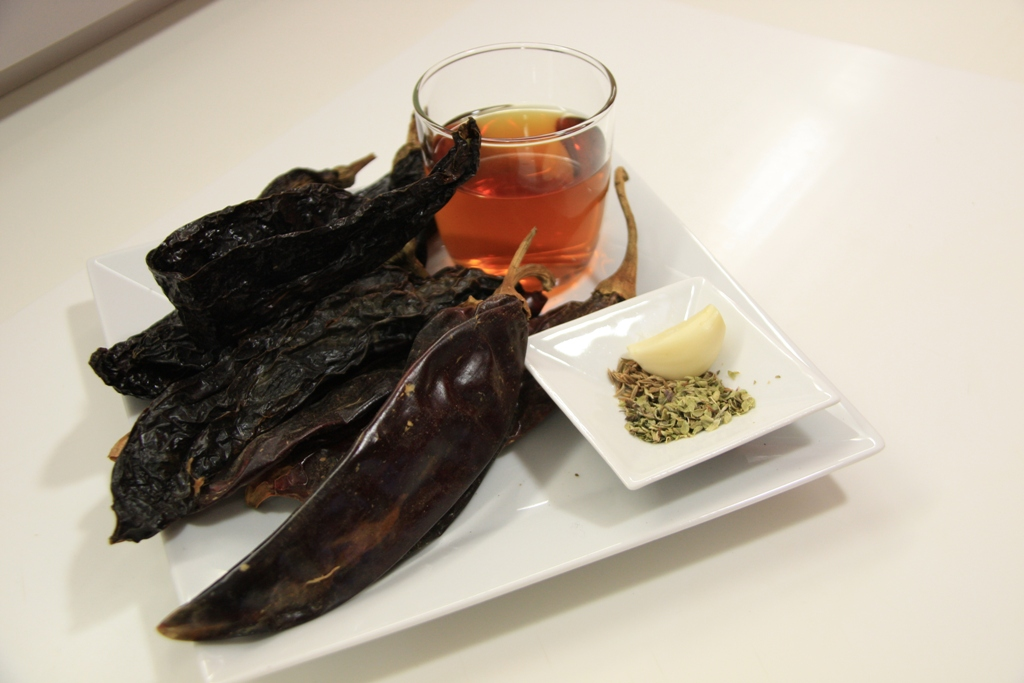
Ingredientes para un adobo.

En la cocina mexicana, el adobo es una popular preparación y técnica culinaria para conservar y sazonar carnes, típicamente de cerdo o de res. Consiste en una salsa similar a un mole ligero que contiene diversas especias, vinagre y chiles ancho, guajillo o pasilla (entre muchos otros). La inclusión de chiles secos es la principal diferencia entre el adobo mexicano y el de otros países. Dependiendo de la receta, los adobos mexicanos se destinan para marinar, para bañar o para cocinar la carne.

## Origen
El adobo es una técnica de conservar y marinar muy típica en la cocina española, desde donde se exportó a América. El adobo era una forma de preservar las carnes por más días, por lo que era un procedimiento habitual para los soldados españoles que navegaban largas travesías en el mar. Los indígenas de cada lugar supieron adaptar la receta a sus tradiciones culinarias locales, enriqueciendo la variedad de adobos.

## Características
El adobo de carnes es el más común, aunque en ciertos lugares de la República se pueden encontrar también adobos de pescado, como el róbalo adobado de la costa de Oaxaca, o incluso adobos de verduras, como el epatlaxtli en adobo de Puebla. El adobo también sirve como base para asado de puerco, chicharrón prensado en salsa, chilorio de Sinaloa, enchiladas rojas, pozole...
El vinagre es un conservante natural, ya que el medio ácido retrasa la aparición de microorganismos, además de que ablanda la carne. Por lo general incluye también ajos machacados. Las especias pueden variar, aunque son típicos el comino, el orégano, la pimienta y las hojas de laurel.

## Variantes

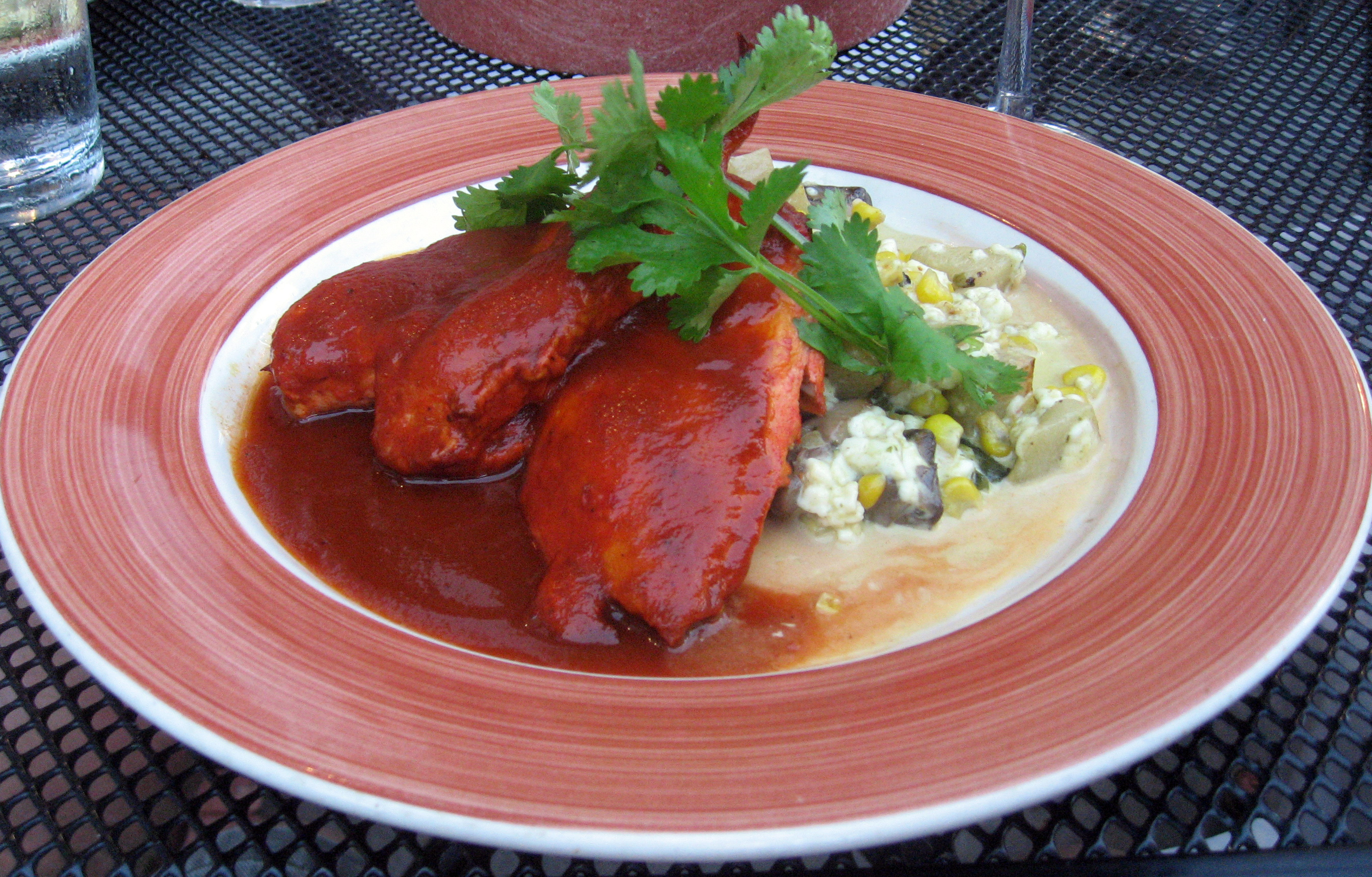
Pechuga adobada.

- Adobo de cerdo
- Adobo de pescado
- Adobo de pollo
- Adobo verde de pepita
- Ajocomino